# آگه ماریوس هانسن
آگه ماریوس هانسن (دانمارکی: Aage Marius Hansen; ۲۷ سپتامبر ۱۸۹۰ – ۵ مهٔ ۱۹۸۰) ژیمناست هنری اهل دانمارک بود.
وی در مسابقات کشوری و بین‌المللی در مجموع برندهٔ ۱ مدال برنز شده‌است.